# Siamspinops spinescens
Espèce
Siamspinops spinescens est une espèce d'araignées aranéomorphes de la famille des Selenopidae.

## Distribution
Cette espèce est endémique du Perak en Malaisie,.

## Description
La femelle holotype mesure 6,0 mm.

## Publication originale
- Pakawin Dankittipakul et José A. Corronca, « Siamspinops, a new selenopid spider genus from Southeast Asia (Arachnida, Araneae) », Organisms Diversity & Evolution, vol. 9, no 1,‎ 20 mars 2009, p. 69.e1–69.e12 (ISSN 1439-6092, DOI 10.1016/j.ode.2008.10.006, lire en ligne, consulté le 22 août 2023)